# Vieux Marché (Poznan)

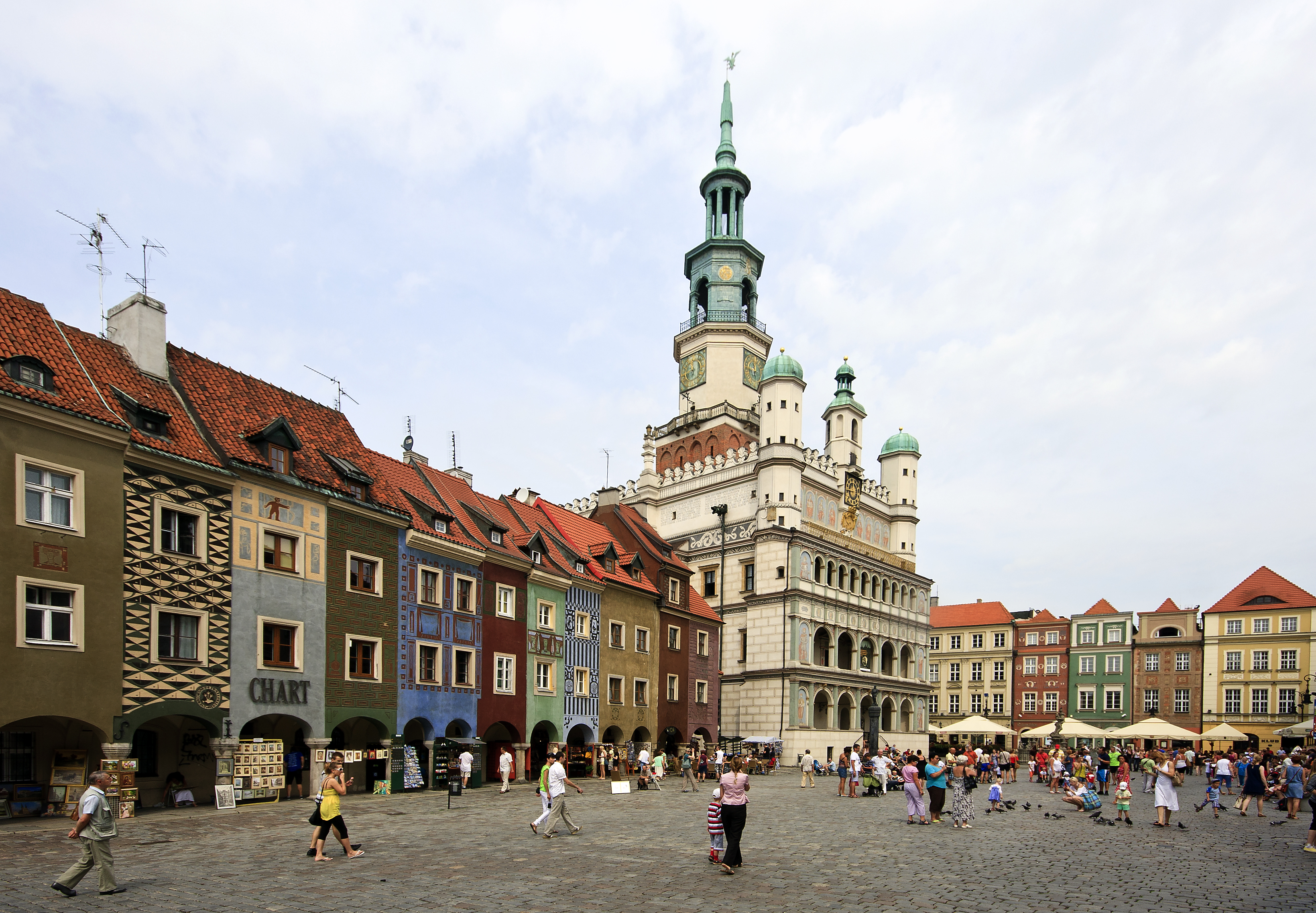
Vieux marché avec l' ancienne mairie et les commerces

Le Vieux Marché de Poznań (en polonais : Stary Rynek) est le nom de la place de Poznań, qui a été créée lorsque la ville a été fondée en 1253 en tant que marché pour l'achat et la vente de marchandises. D'une superficie d'environ deux hectares, le Vieux Marché est la troisième plus grande place de marché de Pologne (après les places de Cracovie et de Wrocław) et l'une des plus grandes d'Europe. Jusqu'à la Seconde Guerre mondiale, elle était le centre de la vie économique et politique de la ville. À la suite de la guerre, il a été presque entièrement détruit. Après la reconstruction, grâce à la restauration réussie, c'est maintenant l'une des attractions touristiques les plus visitées de la ville.
Il a un plan carré avec une longueur de côté d'environ 141 m et entoure, typique du Rynek polonais, un groupe de bâtiments publics et de magasins.

## Histoire

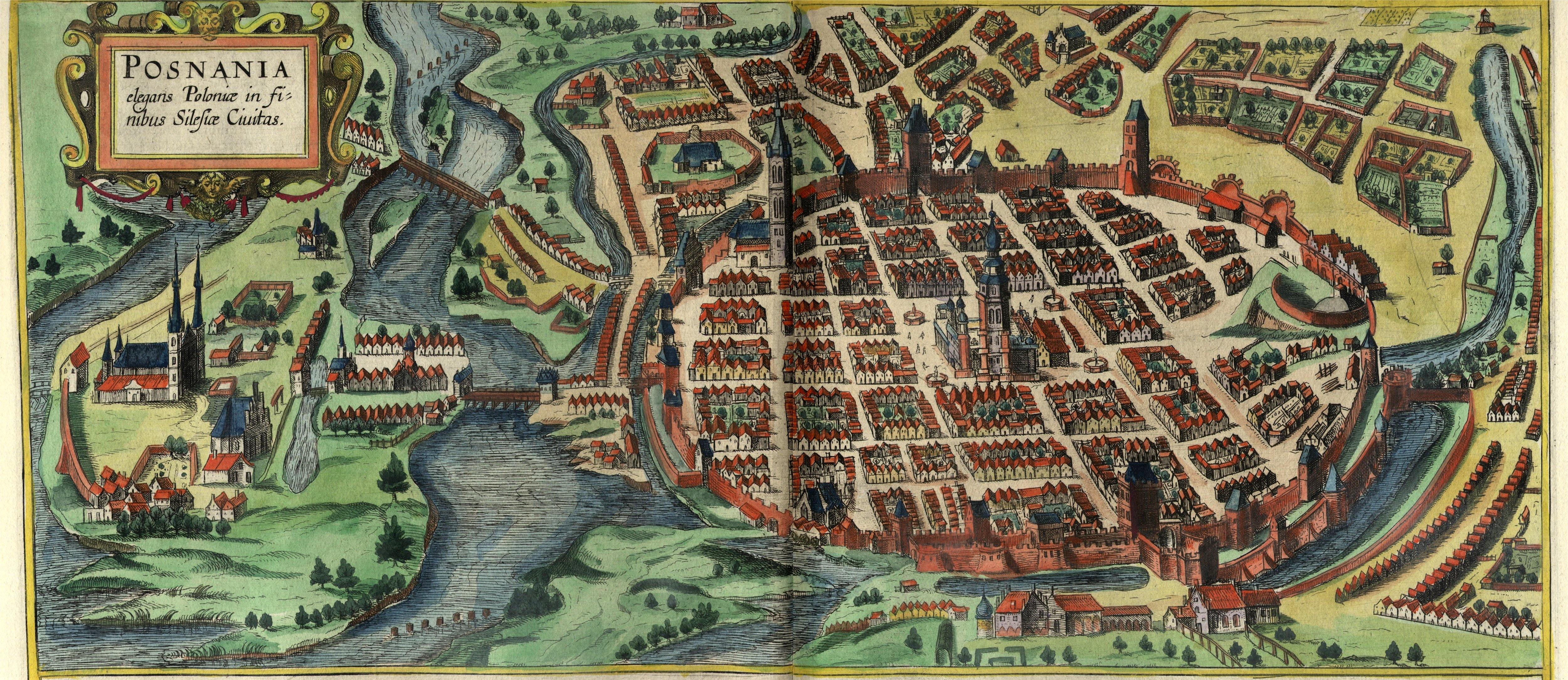
Vieux marché de Poznan au milieu de la ville vers 1618

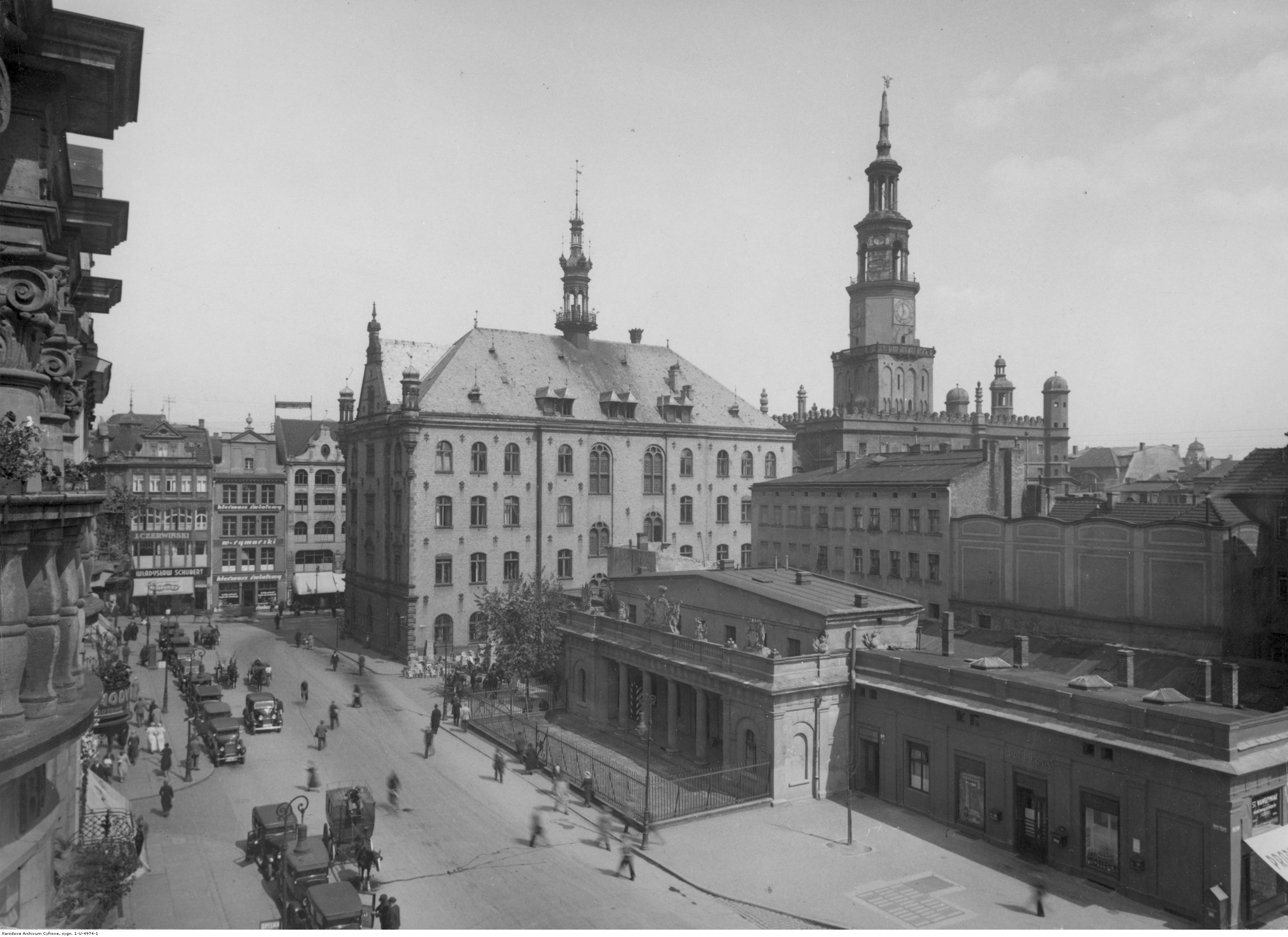
Alter Markt en 1934 : le nouvel hôtel de ville (détruit en 1945) et la garde principale

Lors de la fondation de la ville en 1253, Thomas de Guben, met à disposition un dixième des 20 hectares disponibles pour la ville pour la place du marché de la ville. De chaque côté (environ 140 m de long) 16 terrains ont été identifiés, dont disposaient le localisateur et les premiers membres du patriciat lors de la fondation de la ville. Les premières maisons de la ville ont été construites dessus en utilisant une méthode de construction fermée. Au total, douze rues mènent à la place.

## Bâtiments sur le Vieux Marché
A la fin de la Seconde Guerre mondiale, la vieille ville de Poznań a été gravement endommagée. Les maisons patriciennes autour de la place, pour la plupart de l'époque baroque, ont également été détruites et ont été reconstruites dans leur forme historique après 1945, ou du moins leurs façades. Le groupe de bâtiments au milieu de la place comprend :
- Ancien hôtel de ville - construit dans les années 1550, le monument architectural le plus important de la ville et l'un des hôtels de ville de la Renaissance les plus importants d'Europe. Aujourd'hui, il abrite le musée de l'histoire de la ville de Poznań.
- Enfilade d'immeubles de commerçants de trois étages construits à partir de 1535 avec leur arcade caractéristique, à l'origine boutiques et appartements de petits commerçants.
- derrière lui deux bâtiments fonctionnels modernes, pour le musée militaire et la galerie de la ville "Arsenal" pour l'art moderne
- derrière la mairie, une reconstruction d'après l'état du XVIe siècle
- sur le côté ouest le classique Hauptwache - une installation reconstruite par Johann Christian Kamsetzer en 1787, qui abrite aujourd'hui le musée du soulèvement de Poznan de 1918/19.

Côté est :
- N° 42-45 : Les trois hôtels particuliers du XVIe au XIXe siècle abritent le musée des instruments de musique
- N° 50, 51 : Les deux seules maisons de la fin du Moyen Âge
- Wodna n° 27 : Le palais Renaissance de la famille Górka de 1549 forme l'angle sud-est de la place. Aujourd'hui, il abrite le musée archéologique, qui se concentre sur l'archéologie de la Pologne de l'âge de pierre au Moyen Âge et les fouilles à Athribis, en Basse-Égypte.

Côté ouest :
- N°75 : La Pharmacie du Lion d'Or du début du XIXe siècle. N'a été que légèrement endommagée pendant la Seconde Guerre mondiale
- N° 78 : Palais Dzialynski (Pałac Działyńskich) - édifice du début du classicisme du XVIIIe siècle
- N°84 : Maison du bâtisseur de la mairie Giovanni Battista di Quadro, aujourd'hui musée littéraire dédié à Henryk Sienkiewicz, auteur du célèbre roman historique Quo Vadis

- le palais néoclassique Mielzynski (Pałac Mielżyńskich) - (1795-1798)

- L'Hôtel Bazar et l'Hôtel Rzymski ne sont pas loin du Vieux Marché.

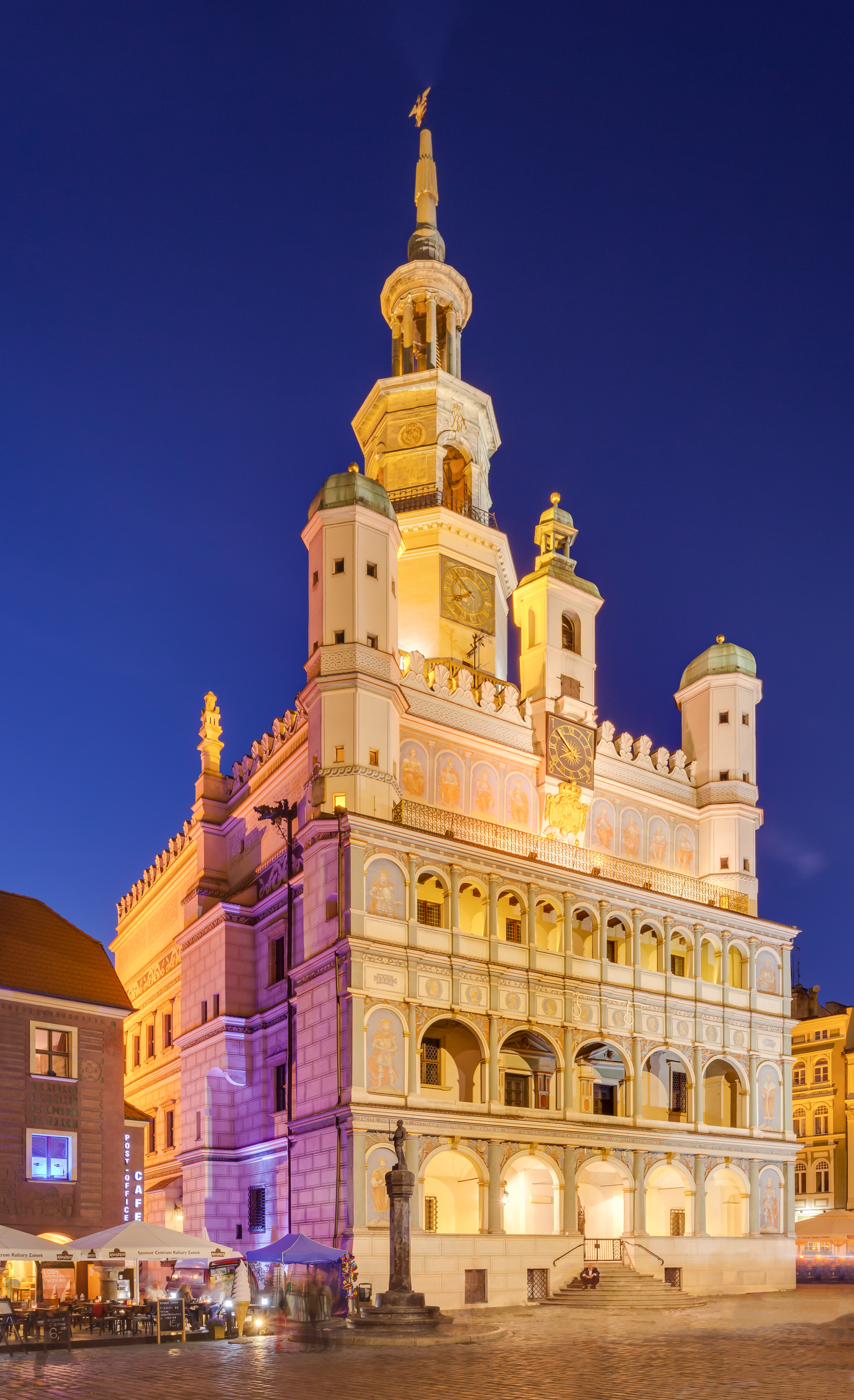
Ancien hôtel de ville la nuit
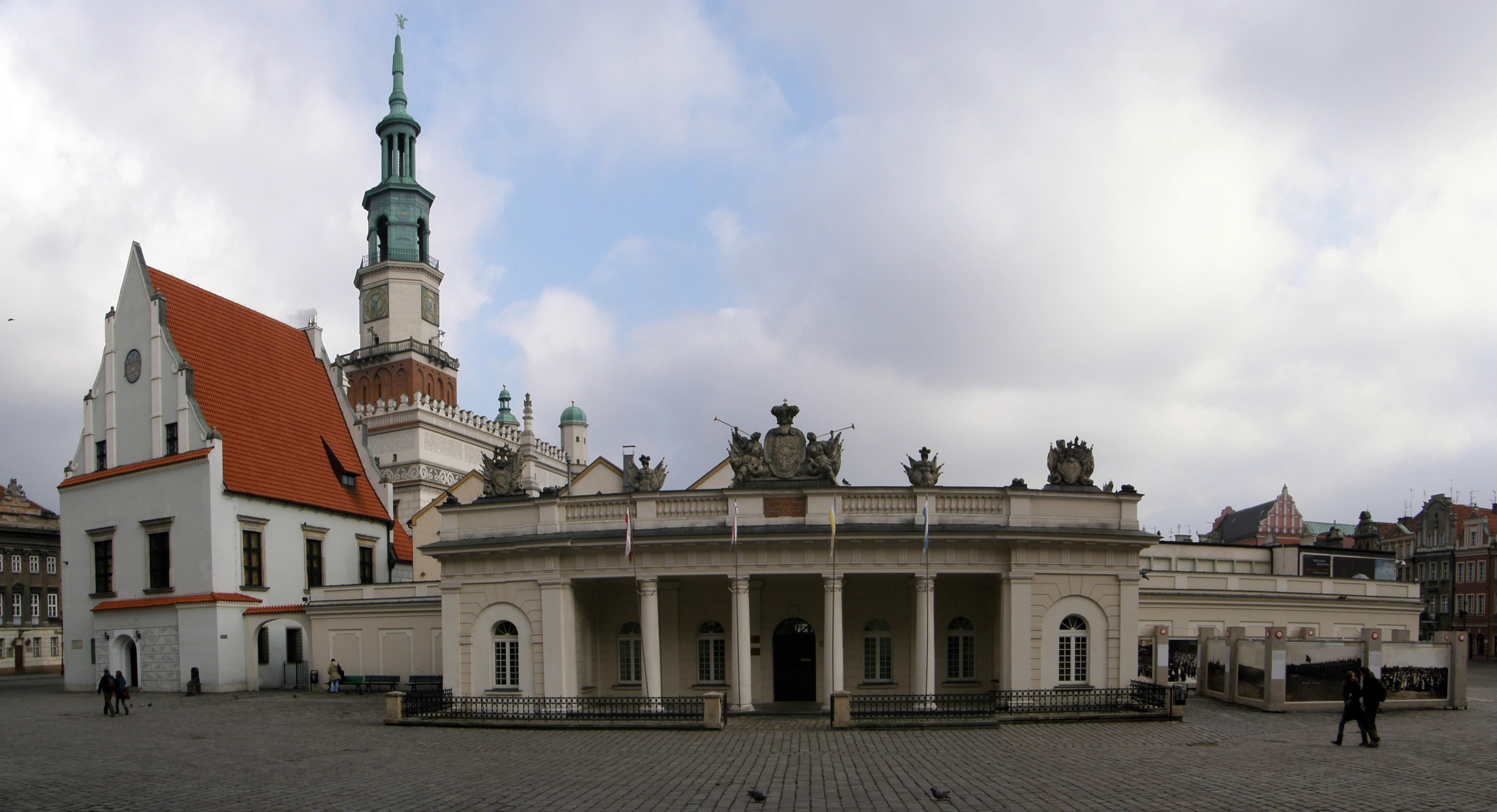
Stadtwaage et Hauptwache
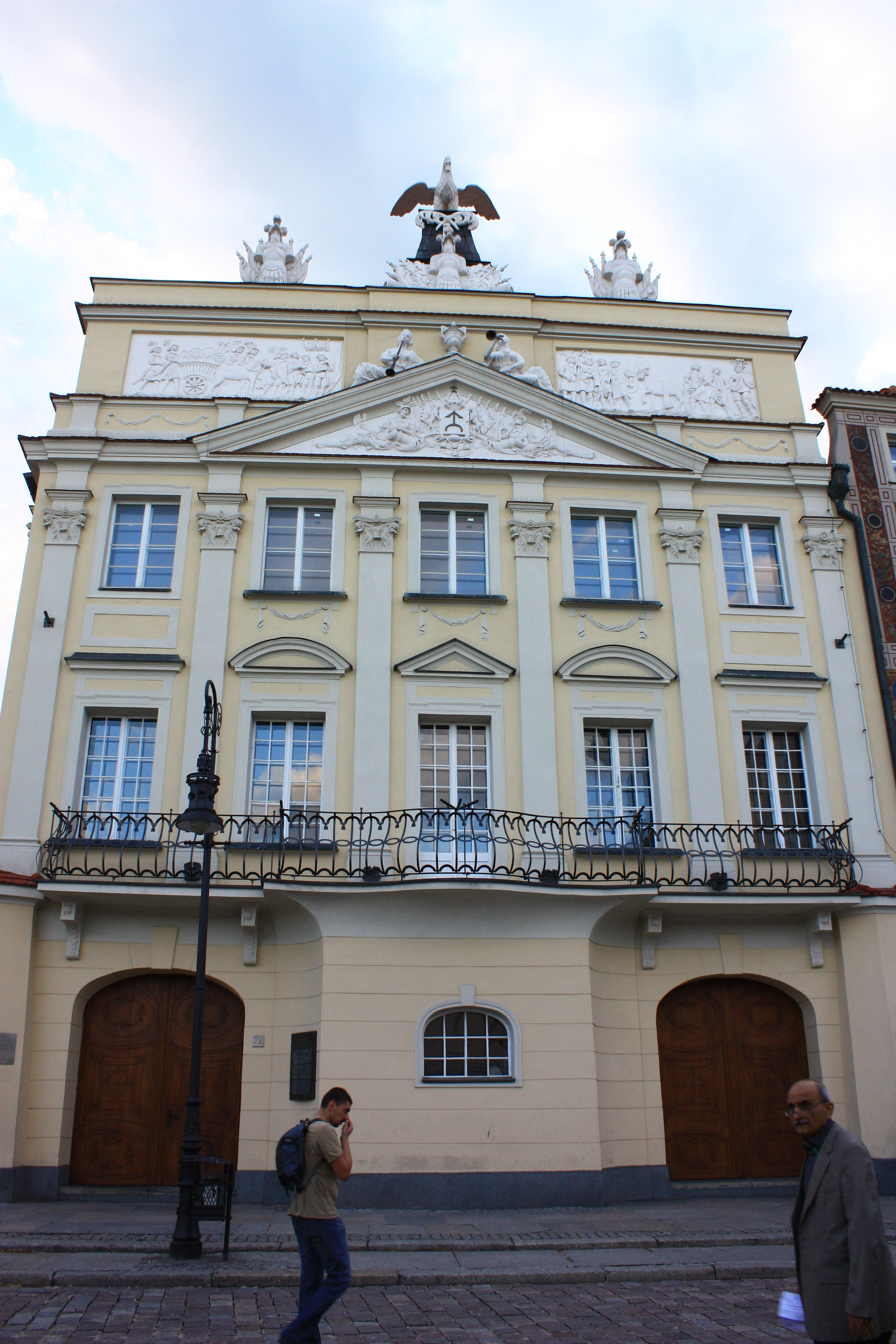
Palais Dzialynski
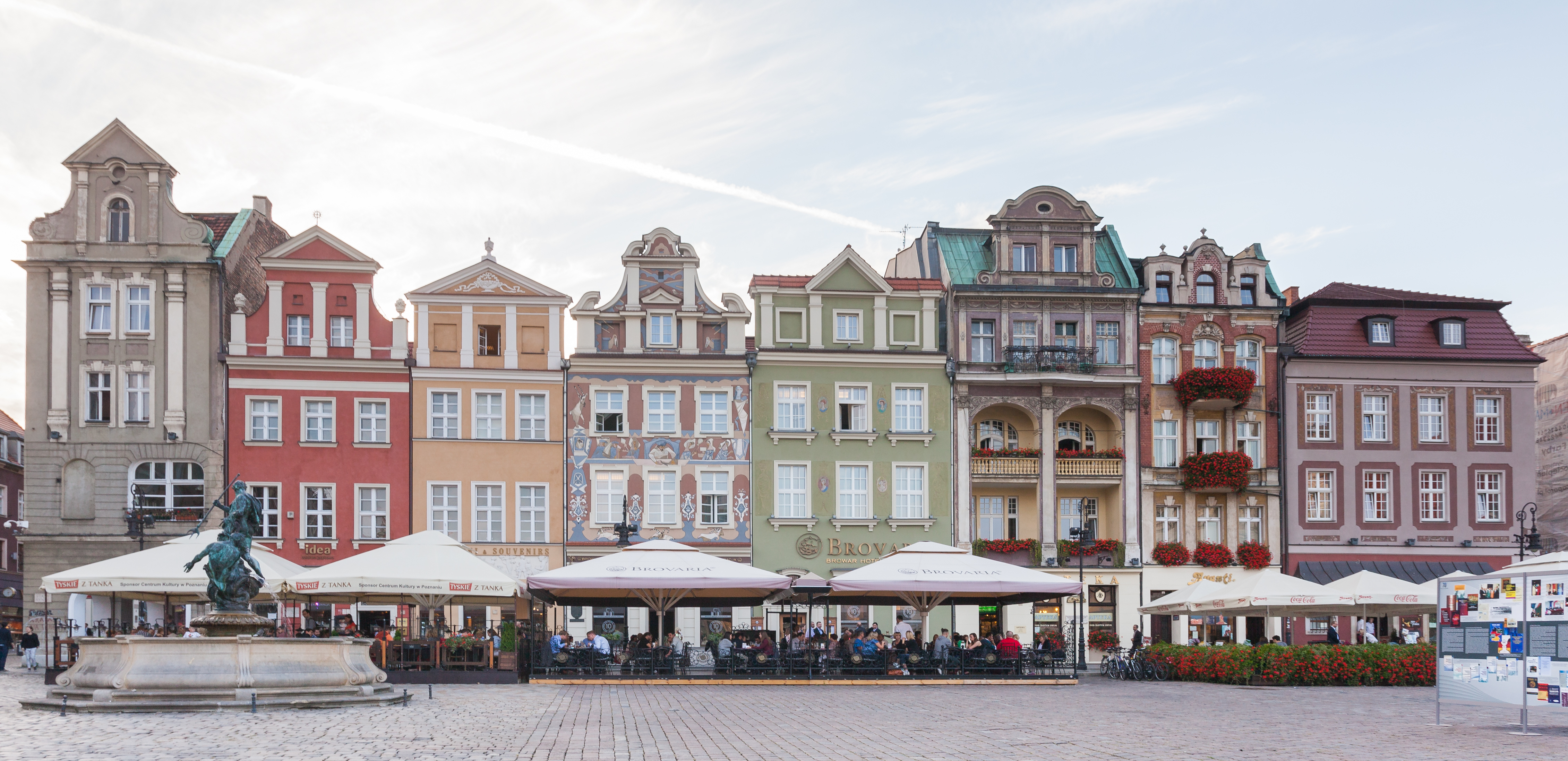
Maisons du côté sud-ouest du marché
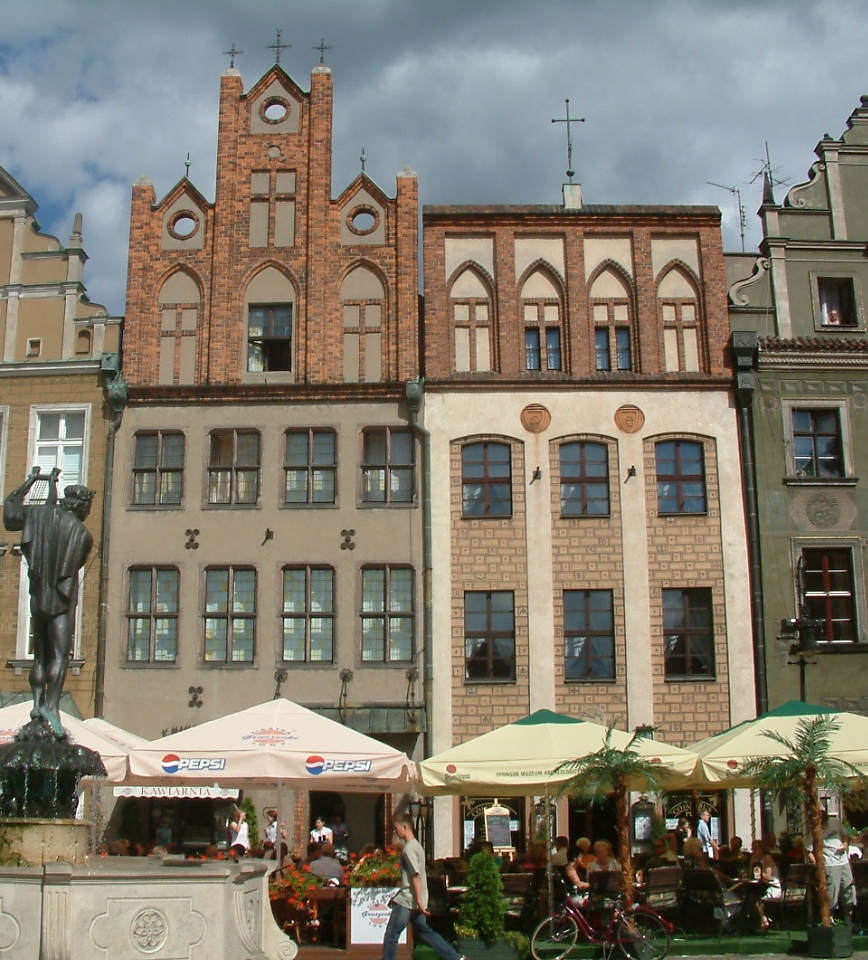
Façades gothiques des maisons 50 & 51

## Sculptures sur le Vieux Marché
Des sculptures de différents siècles existent sur l'ancien marché. Parmi elles se trouvent quatre fontaines : celle de Proserpine de 1766, celle de Bamberka de 1915, et celles d'Apollon, de Neptune et de Mars qui ont été érigés entre 2002 et 2005.

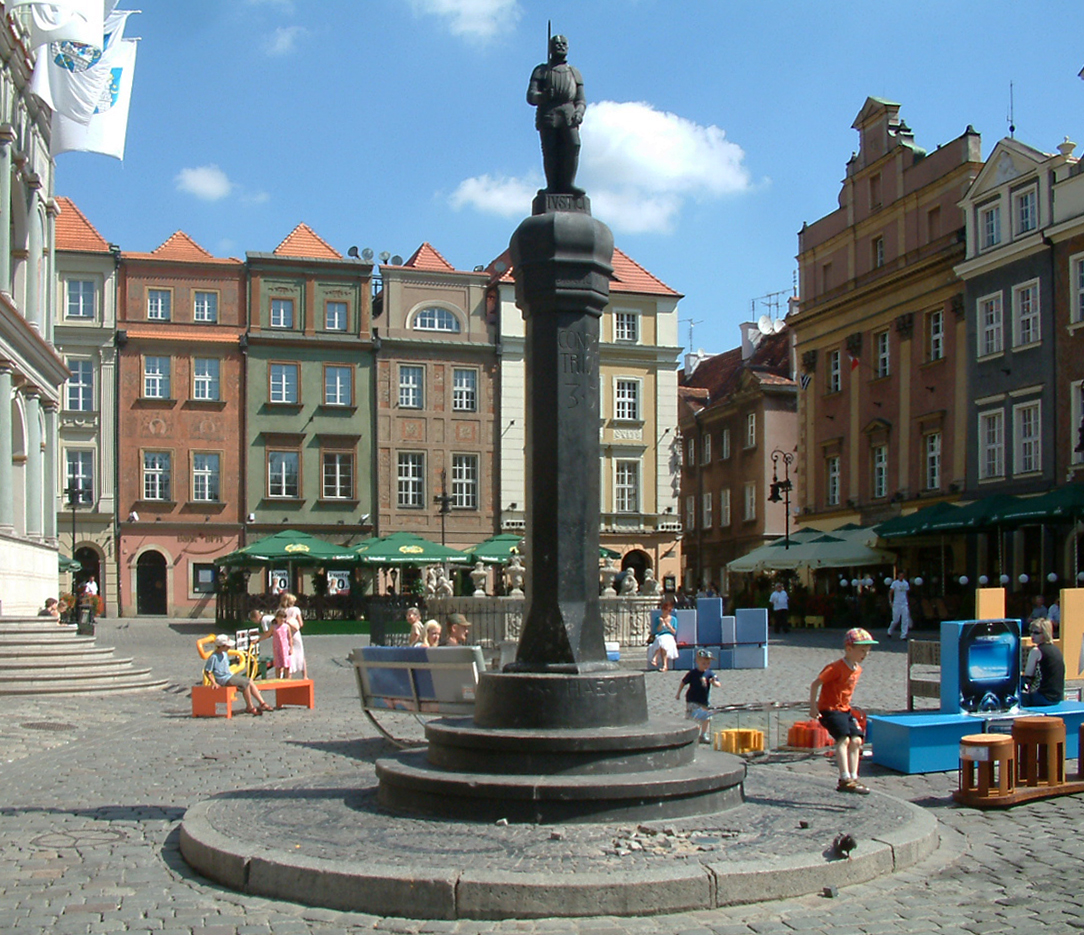
Le pilori (XVIe siècle)
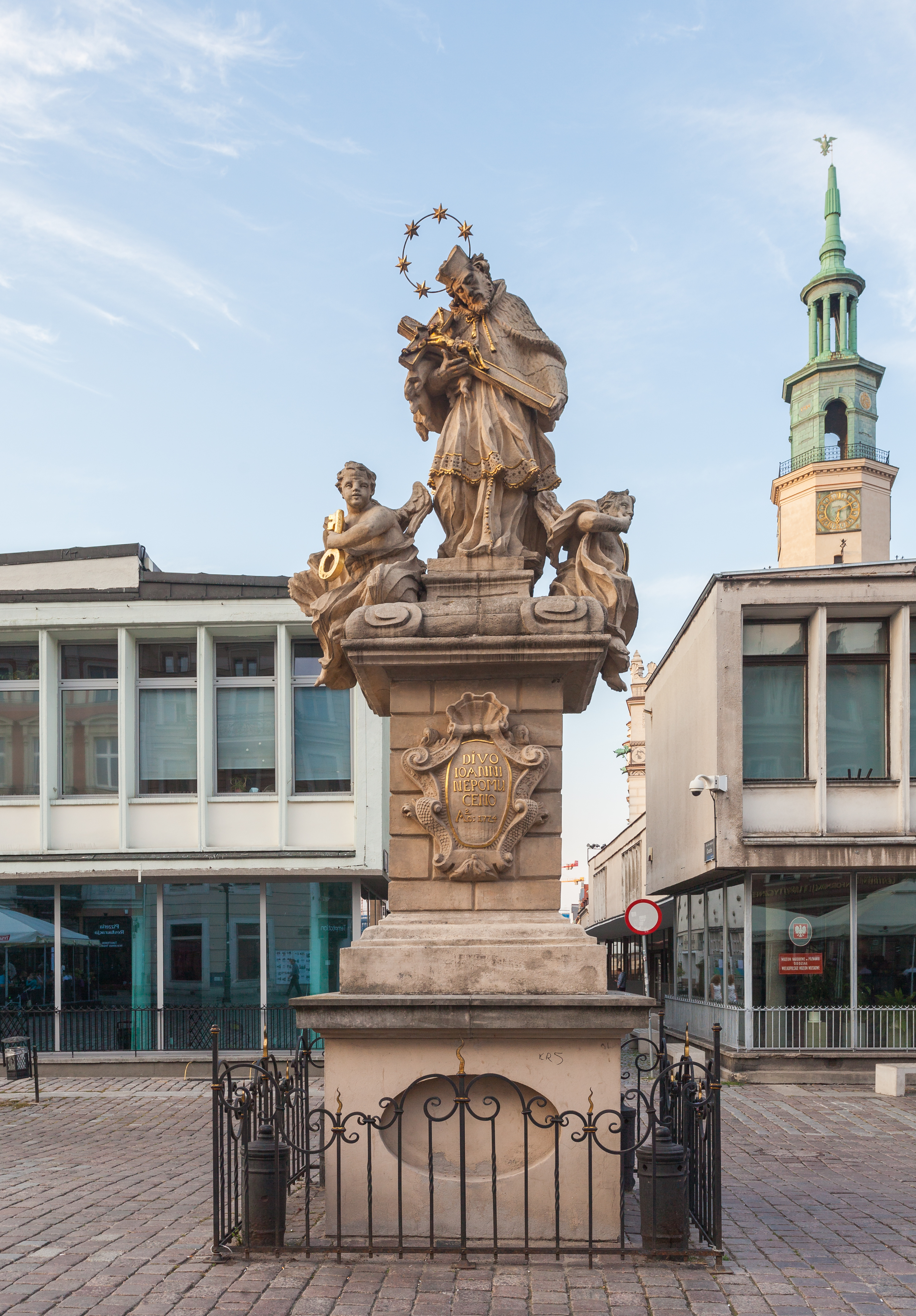
Statue de Népomucène (1724)
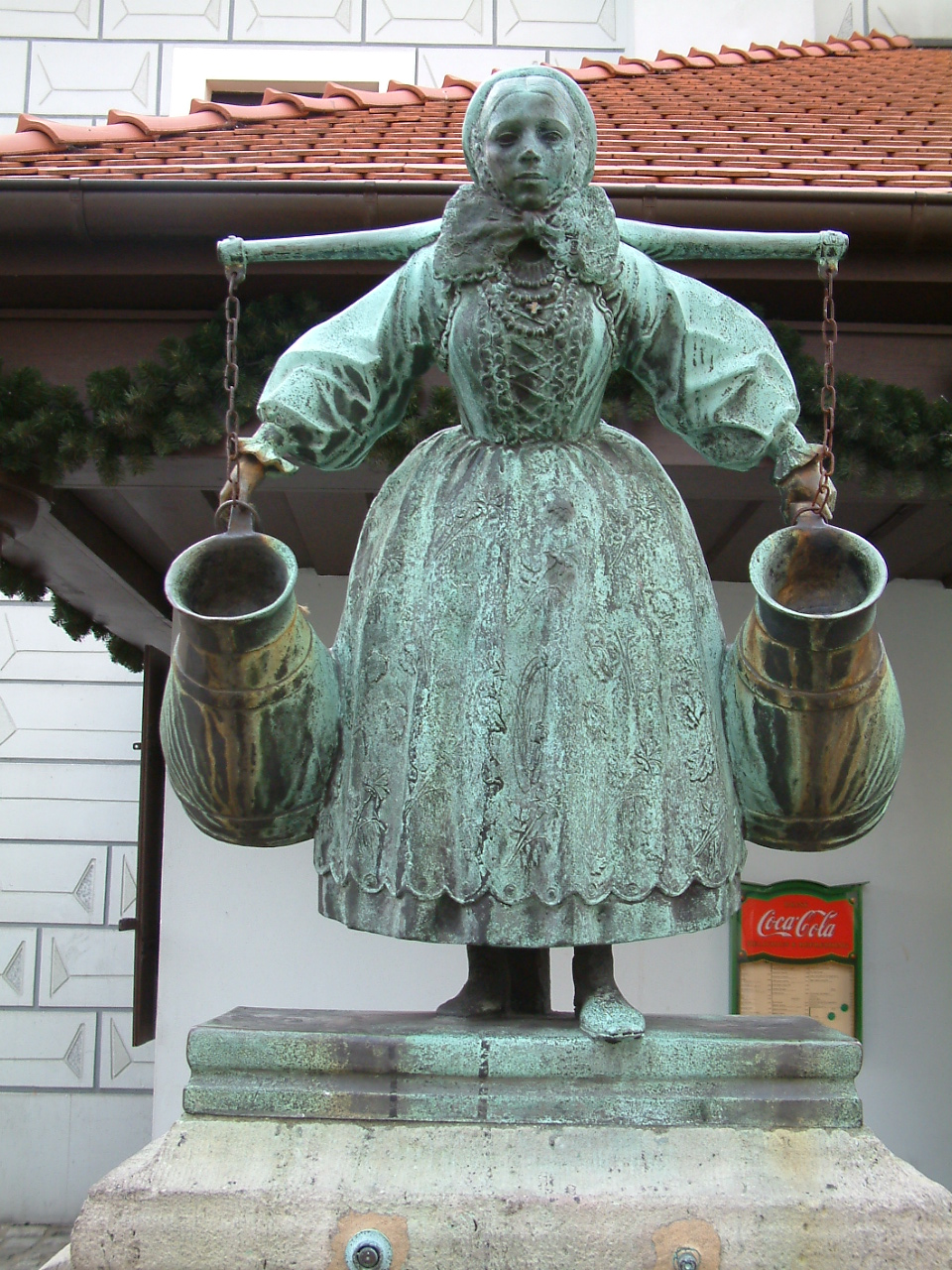
Fontaine Bamberka (XXe siècle) à l'ouest de la mairie
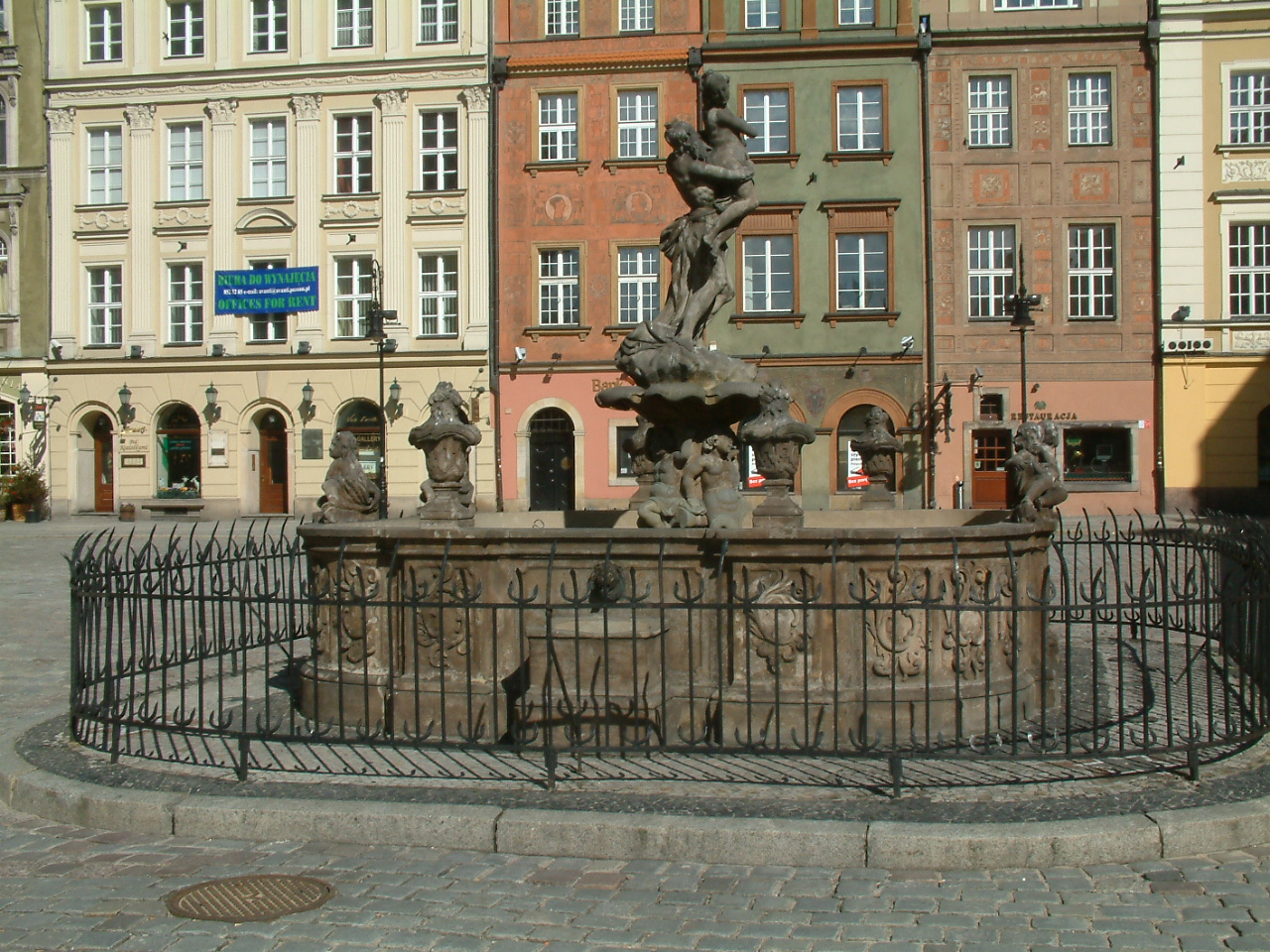
Fontaine de Proserpine, 1766
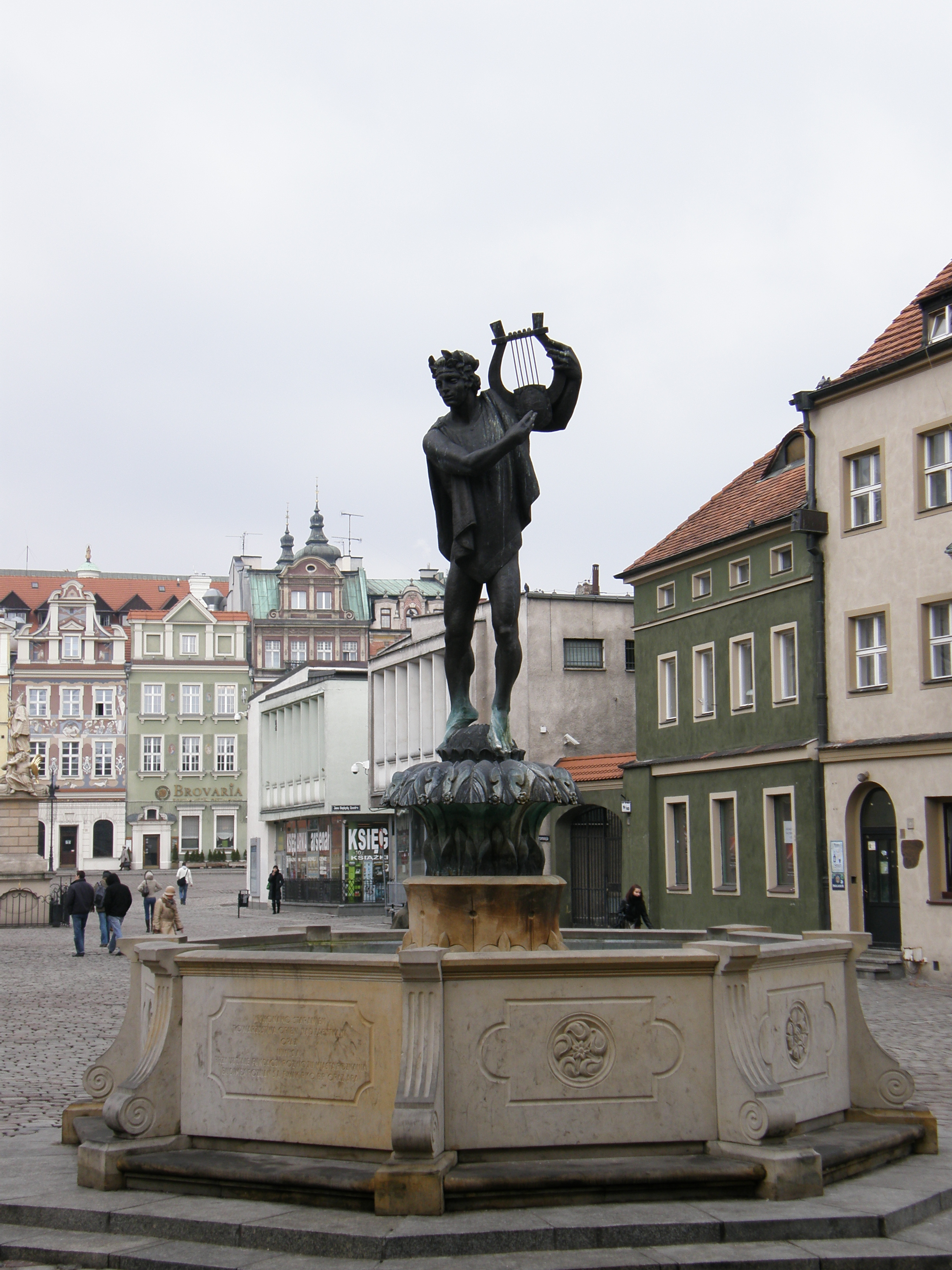
Fontaine d'Apollon
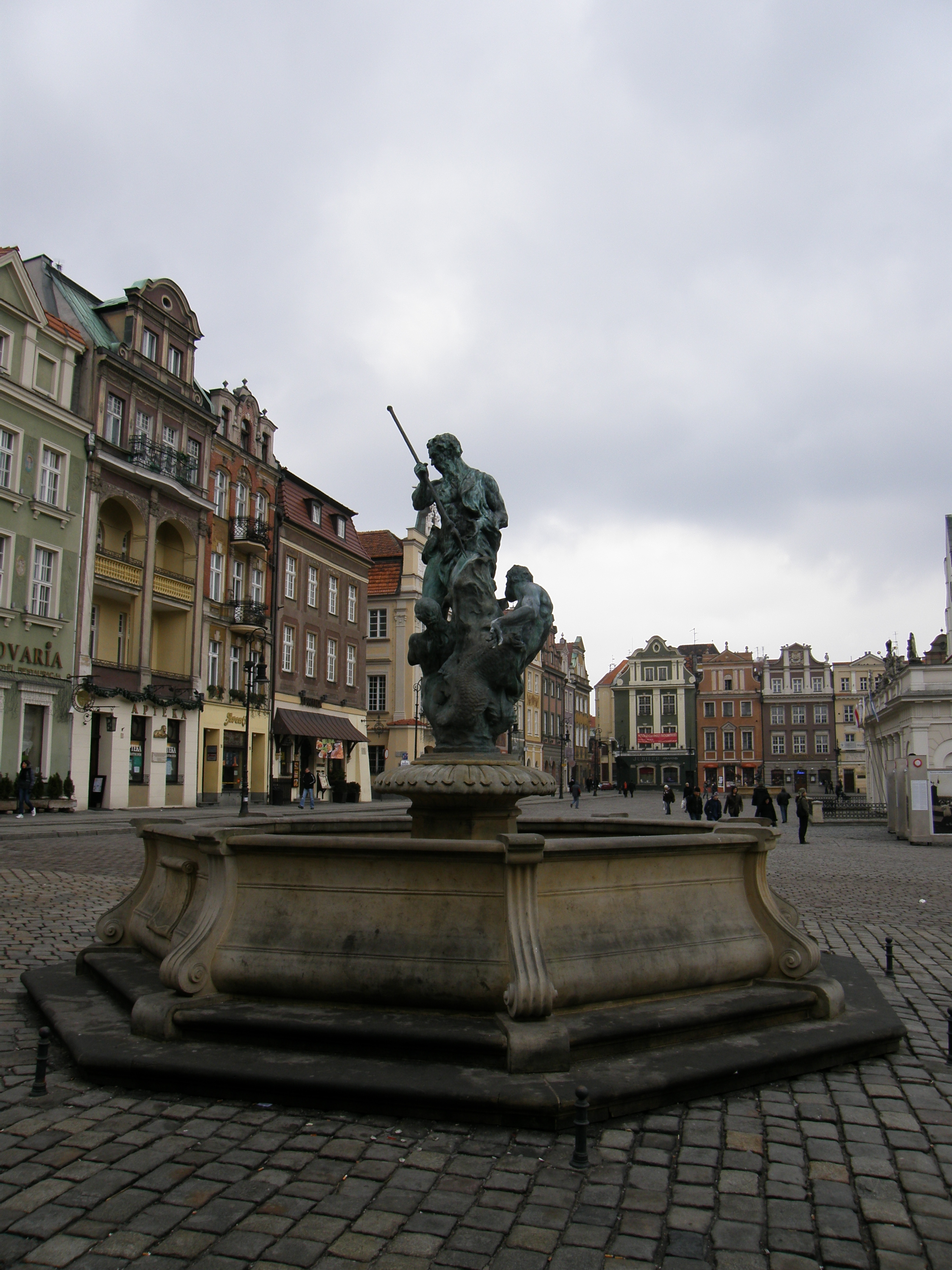
Fontaine de Neptune
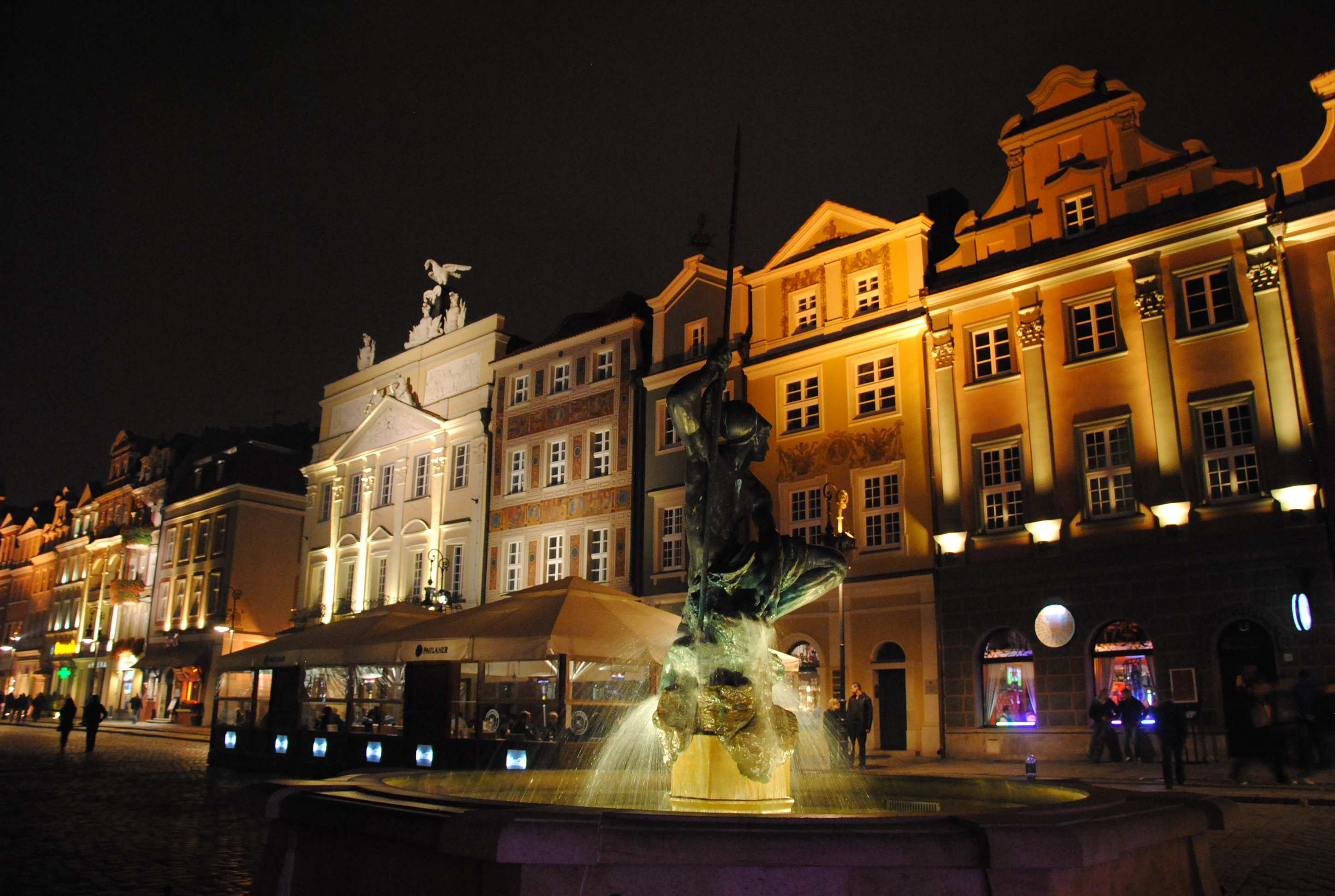
Fontaine de Mars la nuit

## Référence
1. ↑  Der Alte Markt – www.poznan.pl

## Liens web
- Le Vieux Marché - www.poznan.pl
- Rapport de voyage sur Reisenexclusiv.com